# Gau Baden
Il Gau Baden, rinominato Gau Baden-Alsazia (in tedesco Gau Baden-Elsaß) nel marzo del 1941, fu una divisione amministrativa della Germania nazista dal 1933 al 1945 nello stato tedesco di Baden e, dal 1940 in poi, in Alsazia. Prima di allora, dal 1925 al 1933, fu la suddivisione regionale del partito nazista in quella zona.

## Storia
Il sistema nazista dei Gau (plurale Gaue) fu originariamente istituito in una conferenza del partito nazista il 22 maggio 1926 al fine di migliorare l'amministrazione della struttura del partito. Dal 1933 in poi, dopo la presa del potere nazista, i Gaue sostituirono sempre più gli stati tedeschi come suddivisioni amministrative in Germania. Nel 1940, dopo che la Germania occupò la regione francese dell'Alsazia, Gau Baden incorporò i due dipartimenti alsaziani dell'Alto Reno e del Basso Reno, diventando Baden-Elsass. La sede dell'amministrazione Gau era originariamente Karlsruhe, ma si trasferì a Strasburgo dopo l'occupazione tedesca della Francia.
La posizione di Gauleiter a Baden fu detenuta da Robert Wagner a partire dal marzo 1925 e per tutta la durata dell'esistenza del Gau. Wagner fu giustiziato il 14 agosto 1946 a Strasburgo per i suoi crimini durante l'occupazione dell'Alsazia. I suoi vice furono Karl Lenz (1926-31), Walter Köhler (1931-33) e Hermann Röhn (1934-45).
Il campo di concentramento di Natzweiler-Struthof si trovava nella regione alsaziana del Gau.